# Mecanització per arrencada de ferritja
La mecanització per arrencada de ferritja és un procés de mecanització per mitjà del qual peces metàl·liques són dotades d'una forma concreta a través dels processos de tornejat, fresat, trepat i rectificat.

## Eines de tall
Una eina destinada a arrencar el material sobrant de la peça es compon de:
- Part activa: Aquella que realitza l'arrencada del material.
- Part auxiliar: Destinada a soportar i fixar la part activa.

Les característiques fundamentals de la part activa de l'eina són el material del que està compost i la seva geometria.

### Materials per les eines

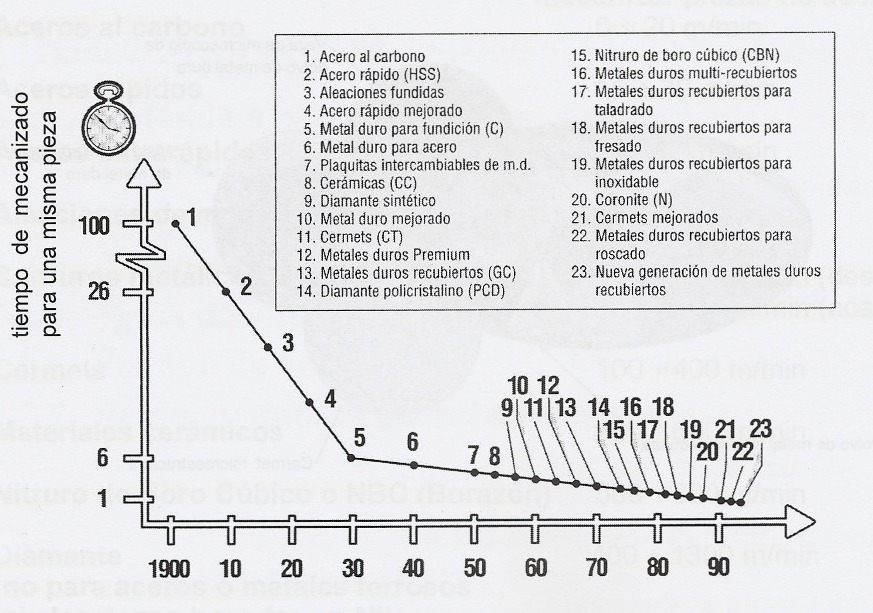
Gràfic que relaciona el temps de mecanitzat per una mateixa peça segons el material i desgast

Les propietats dels materials per les eines són:
- Duresa a alta temperatura
- Resiliència

Capacitat per resistir impàctes
- Característiques tèrmiques

Conductivitat alta
Coeficient de dilatació baix
Calor específic alt
- Coeficient de fregament baix
- Resistència al desgast

Pel que fa a les velocitats de tall, aquesta variarà segons el material de l'eina i de si es busca una funció de desbast o d'acabat:
|                  | Desbast         | Desbast    | Desbast            | Acabat          | Acabat     | Acabat             |
| ---------------- | --------------- | ---------- | ------------------ | --------------- | ---------- | ------------------ |
|                  | Acer al carboni | Acer ràpid | Carburs metàl·lics | Acer al carboni | Acer ràpid | Carburs metàl·lics |
| Acer (400 N/mm2) | 12              | 25         | 200                | 20              | 30         | 300                |
| Acer (600 N/mm2) | 10              | 20         | 150                | 15              | 25         | 180                |
| Acer (800 N/mm2) | 8               | 15         | 100                | 12              | 20         | 130                |
| Llautó           | 20              | 30         | 300                | 32              | 40         | 400                |
| Bronze           | 12              | 18         | 200                | 20              | 25         | 300                |
| Metalls lleugers | 40              | 60-200     | 75-300             | 100             | 100-700    | 200-2000           |

- Acers al carboni: 6÷20 m/min
- Acers ràpids: 15÷30 m/min
- Acers extraràpids: 40÷50 m/min
- Aliatges de metalls fosos: 30÷100 m/min
- Carburs metàl·lics o metalls durs: 100÷200 m/min (desbast) o 130÷300 m/min (acabat)
- Cermets: 100÷400 m/min
- Materials ceràmics: 300÷600 m/min
- Nitrur de Bor Cúbic o NBC: 500÷800 m/min
- Diamant: 400÷1300 m/min

### Geometria de les eines

#### Angle d'incidència

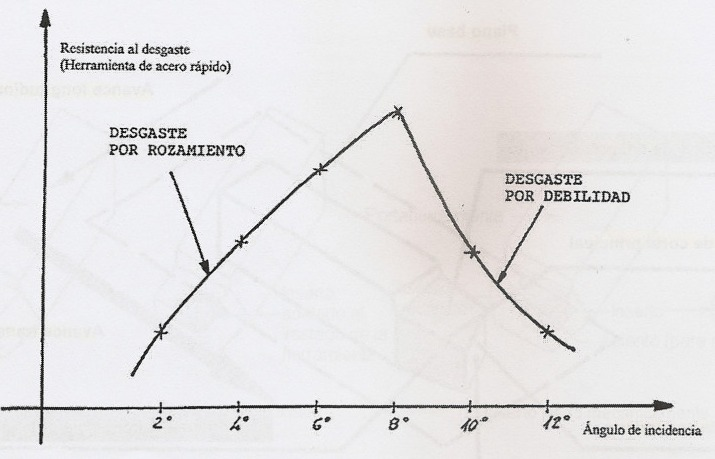
Resistència al desgast segons l'angle d'incidència

L'angle d'incidència depèn principalment de:
- La resistència del material de l'eina
- La resistència i duresa del material de l'eina

#### Angle de despreniment

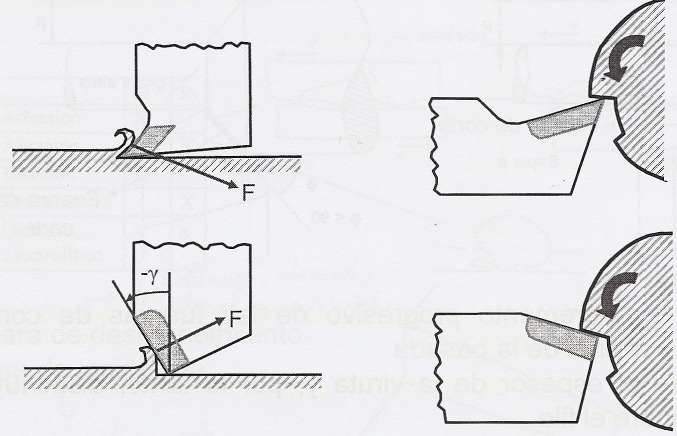
Diferents angles de despreniment

L'angle de despreniment depèn principalment de:
- La resistència del material de l'eina.
- La resistència del material a mecanitzar.
- El calor extret durant la mecanització.

Tenint en compte aquestes condicions, els angles a utilitzar al mecanitzar materials són els següents:
|                         | Acer ràpid | Acer ràpid   | Metall dur | Metall dur   |
| ----------------------- | ---------- | ------------ | ---------- | ------------ |
|                         | Incidència | Despreniment | Incidència | Despreniment |
| Acer < 370 N/mm2        | 9º-11º     | 15º-25º      | 6º-8º      | 8º-15º       |
| Acer 370-500 N/mm2      | 8º-10º     | 12º-20º      | 6º-8º      | 6º-12º       |
| Acer 500-700 N/mm2      | 7º-9º      | 10º-15º      | 5º-7º      | 4º-8º        |
| Acer 700-850 N/mm2      | 7º-9º      | 10º-15º      | 5º-7º      | 4º-8º        |
| Acer 850-1000 N/mm2     | 7º-9º      | 8º-14º       | 5º-7º      | 3º-7º        |
| Acer 1000-1200 N/mm2    | 6º-8º      | 5º-10º       | 0°-6º      | 0°-4º        |
| Alumini fos             | 12º-14º    | 20º-30º      | 8º-10º     | 10º-20º      |
| Alumini al bronze       | 10º-12º    | 15º-20º      | 7º-9º      | 6º-12º       |
| Bronze fos              | 5º-8º      | 5º-10º       | 4º-6º      | 4º-7º        |
| Ferro fos (Tou)         | 8º-10º     | 12º-18º      | 6º-8º      | 6º-12º       |
| Ferro fos (Semi-dur)    | 7º-9º      | 10º-15º      | 5º-7º      | 4º-9º        |
| Ferro fos (Dur)         | 5º-7º      | 5º-10º       | 3º-5º      | 0°-5º        |
| Ferro fos (En coquilla) | -          | -            | 2º-4º      | -10º-0°      |
| Coure                   | 10º-12º    | 20º-30º      | 7º-9º      | 10º-20º      |
| Fosa mal·leable         | 7º-9º      | 10º-15º      | 5º-7º      | 5º-10º       |
| Plàstics                | 14º-15º    | 20º-35º      | 9º-11º     | 10º-25º      |

#### Angle de posició principal

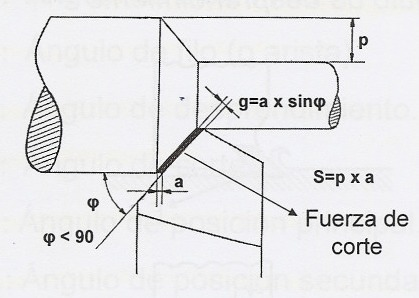
Esquema de tall

Les posicions de l'eina de tall es divideixen en <90° i >90°, tot i que cadascuna té avantatges i inconvenients.
Un angle inferior a 90° permet un increment progressiu de les forces de tall al principi i final de passada; disminueix l'espessor de la ferritja i, per tant, disminueix la pressió sobre el tall i reforça la punta de l'eina.
Els inconvenients són que incrementa la longitud de contacte entre el tall i la peça, amb lo qual, junt a la possible aparició del fenomen de la ferritja mínima, pot donar lloc a vibracions. També apareix una component de força en sentit radial que pot provocar flexions en la peça si aquesta és prima.

### Condicions de tall

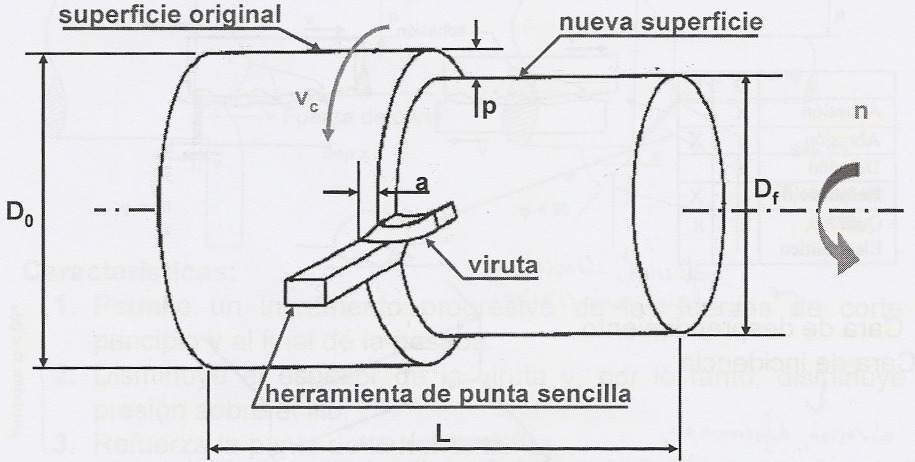
Variables per al tall

La velocitat de tall és la velocitat relativa entre el tall de l'eina i la superfície d'aquesta (m/min). Està limitada per l'escalfament de l'eina, la potència de la màquina i l'escalfament del material de la peça. Per a peces de material plàstic hi ha un límit de temperatura admissible del material de la peça. Peces d'alguns materials ceràmics tenen fragilitat per tensions tèrmiques. Per a peces metàl·liques i alguns materials ceràmics influeix en el desgast de l'eina.
L'avanç és la variació de la posició relativa entre la peça i l'eina després d'una volta (quan la velocitat de tall és per rotació) o després d'una passada (quan la velocitat de tall és lineal) (mm/volta o mm/min). La profunditat de passada és la distància entre la superfície de la peça abans de l'operació de tall i la nova superfície després de l'operació (mm)
L'avanç i la profundidat de la passada determinen les condicions de tall i depenen de la qualitat de la cota a obtenir, la rugositat de la superfície i la ruptura de la ferritja.

### Tipus de ferritja

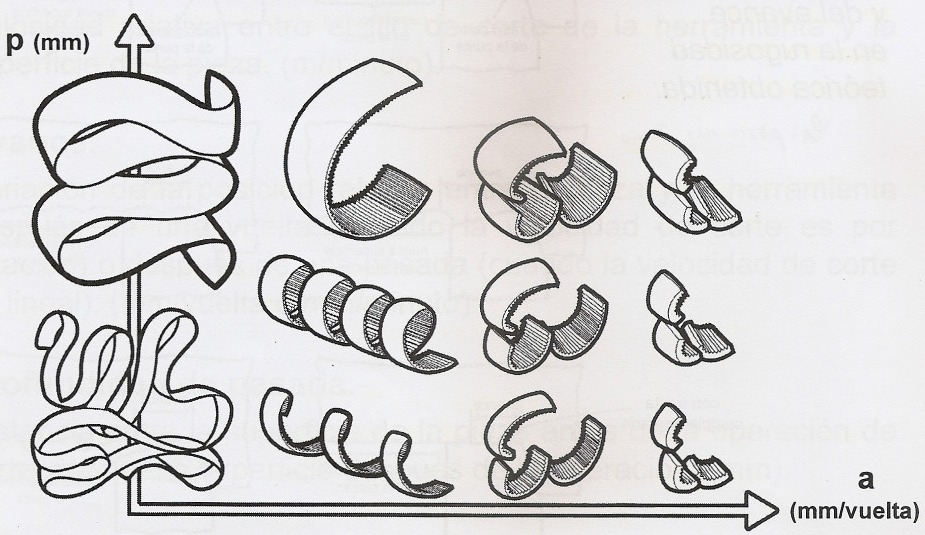
Tipus de ferritja segons l'avanç i profunditat de passada

- Ferritja llarga: Ininterrompuda, com en la majoria dels acers.
- Ferritja segmentada en forma de làmines: En la majoria dels acers inoxidables.
- Ferritja curta: En la majoria de foses grises i nodulars.
- Ferritja segmentada en materials de gran tenacitat: En els aliatges resistents al calor.
- Ferritja continua sense segmentar: En els materials tous, com l'alumini.
- Ferritja segmentada i fragmentada: En els materials de gran duresa i tenacitat, com als acers ràpids.
- Ferritja segmentada: Al titani.

## Fluids de tall
Hi ha fluids de tall refrigerants i lubricants. Els següents fluids estan ordenats ascendentment segons el seu efecte lubricant i descendentment segons el seu efecte refrigerant. Hi ha olis de tall, olis emulsificat i fluids químics i semi-químics
Es poden aplicar amb tres mètodes:
- Inundació o refredament per inundació que es fa generalment amb fluids de refredament.

- L'aplicació de boira: principalment per fluids de tall basats en aigua. La boira s'implica per un corrent d'aire pressuritzat i pot el liquid portar a àrees inaccessibles per inundació convencional.

- Aplicació manual: principalment per fluids de tall lubricants. S'utilitza en operacions de roscat i altres on les velocitats de tall son baixes i la fricció és un problema

Els fluids de tall són contaminants i l'eliminació de fluids gastats és cara. Es pot reemplaçar el fluid de tall a intervals regulars o mecanitzar sense fluid de tall en sec o semi-sec. També es pot utilitzar un sistema de filtració continua per netejar el fluid. La mecanització sense fluids estalvia aquests costos d'eliminació, però aquests estalvis es neutralitzen pels costos de producció més alts.
La filtració ans al contrari prolonga la vida del fluid (canvi de fluid cada any i no diverses vegades al mes) i de les eines. Es redueixen els costos d'eliminació del fluid, ja que es realitza amb menor freqüència, un cop a l'any inels costos de manteniment de les màquines. Es mantenen els fluids de tall més nets per un millor ambient de treball i reducció dels riscos contra la salud.